# 謝導秀
謝導秀（1940年2月25日—2019年2月20日），廣東梅縣人，中國嶺南派古琴演奏家，曾任廣東古琴研究會會長，中華人民共和國文化部認定的“国家级非物质文化遗产项目（古琴艺术）代表性传承人”之一。

## 生平
謝導秀於民國二十九年（1940年）2月25日出生於廣東梅縣周溪村，小時候受到客家文化的影響，對客家山歌、鬧八音很感興趣。1953年8月2日隨父母遷居廣州，在廣州第十七中學上學。在中學時便開始學習二胡、揚琴、笛子等民族樂器，參加了學校的民族樂隊。
1960年進入廣州音樂專科學校（今星海音樂學院），最初想學二胡，但被分配到當時頗為冷門的古琴專業，便師從當年才在廣州音樂專科學校成為兼職教師的楊新倫學習古琴。同年10月在廣州電視台與黃金城琴簫合奏《關山月》，此後也曾多次參加中國音樂家協會廣東分會舉辦的演奏會。
1963年畢業，從事古琴相關工作。1975年與老師楊新倫一起重新編纂《古岡遺譜》。1980年10月與楊新倫、莫尚德一起成立廣東古琴研究會，出任廣東古琴研究會首任秘書長。1983年5月參加全國第三次打譜大會。1990年楊新倫逝世，謝導秀繼任廣東古琴研究會會長。除去兼職的星海音樂學院外，也在中山大學哲學系、廣州城市職業學院教授古琴。